# Regina Jacobs
Regina Jacobs (ur. 28 sierpnia 1963 w Los Angeles) – amerykańska lekkoatletka, specjalistka od biegów średnich.

## Sukcesy
- złoty medal podczas Halowych Mistrzostw Świata w Lekkoatletyce (bieg na 1500 m Barcelona 1995)
- srebro Mistrzostw Świata w Lekkoatletyce (bieg na 1500 m Ateny 1997)
- 2. miejsce w Pucharze Świata (bieg na 5000 m Johannesburg 1998)
- 3. miejsce w Pucharze Świata (bieg na 3000 m Johannesburg 1998
- brązowy medal na Halowych Mistrzostwach Świata w Lekkoatletyce (bieg na 3000 m Maebashi 1999)
- srebro Mistrzostw Świata w Lekkoatletyce (bieg na 1500 m Sewilla 1999)
- złoty medal podczas Halowych Mistrzostw Świata w Lekkoatletyce (bieg na 1500 m Birmingham 2003)
- kilkadziesiąt tytułów mistrzyni USA na różnych dystansach

Jacobs trzykrotnie brała udział w Igrzyskach Olimpijskich (Seul 1988, Barcelona 1992 oraz Atlanta 1996), jej najlepszym występem była 10. pozycja w biegu na 1500 metrów na igrzyskach w Atlancie.
Jej karierę zakończyła kara 4-letniej dyskwalifikacji za doping w 2003.

## Rekordy życiowe
- bieg na 800 m – 1:58.08 (2000)
- bieg na 1000 m – 2:31.80 (1999) aktualny rekord Ameryki Północnej
- bieg na 1500 m (stadion) – 4:00.35 (1999)
- bieg na milę – 4:20.93 (1998)
- bieg na 2000 m – 5:38.42 (1994)
- bieg na 5000 m – 14:45.35 (2000)
- bieg na 1000 m (hala) – 2:35.29 (2000)
- bieg na 1500 m (hala) – 3:59.98 (2003)  były rekord świata, do dziś jest to rekord Ameryki Północnej, Jacobs była pierwszą kobietą w historii, która przebiegła ten dystans w hali poniżej granicy 4 minut, 9. wynik w historii światowej lekkoatletyki
- bieg na milę (hala) – 4:21.79 (2000) 10. wynik w historii światowej lekkoatletyki
- bieg na 3000 m (hala) – 8:39.14 (1999)
- bieg na 2 mile (hala) – 9:23.38 (2002)  były rekord świata